# Фейль, Шарль
Шарль Фейль (фр. Charles Feil; 25 октября 1824, Париж — 19 января 1887, Шуази-ле-Руа) — французский химик и промышленный деятель.
Внук Анри Гинана (фр. Henri Guinanad), с 1844 года состоял его ассистентом и в 1848 году стал преемником в бизнесе. В скором времени получил известность в стеклоделательной промышленности, усовершенствовав производство стекла, главным образом флинтгласа и кронгласа; изготовил большие объективы для обсерваторий Венской, Пулковской и Гамильтонской (в Калифорнии, 97 см в диаметре), благодаря чему эта обсерватория обзавелась самым большим на тот момент телескопом в мире.
Занимался также производством искусственных камней и стразов, искусственного мрамора и эмали. В частности, в 1873 году Фейль представил в Парижской академии наук сорок четыре образца кристаллических и хрустальных веществ, полученных сухим способом. Позже ему удалось даже начать производство искусственного мрамора, отличавшегося хорошей прочностью и внешней привлекательностью. Ему также удалось вывести формулы ряда эмалей, в том числе формулу красноватой китайской эмали в 1872 году и формулу эмали для свинца, делающую поверхность блестящей и прочной. Стеклянный завод Фейля в Париже (ставший после его смерти собственностью Мантуа) пользовался всемирной известностью.